# Ligue canadienne de hockey amateur
Pour la ligue de hockey sur glace junior, voir Ligue canadienne de hockey.
La Ligue canadienne de hockey amateur (en anglais Canadian Amateur Hockey League — CAHL) est une association de hockey sur glace du Canada. La CAHL est créée en 1898 pour prendre la place de l'Association de hockey amateur du Canada avant la saison 1898-1899. La ligue existe pendant sept saisons avant d'arrêter ses activités en 1905 en étant remplacée par l'Eastern Canada Amateur Hockey Association.

## Histoire

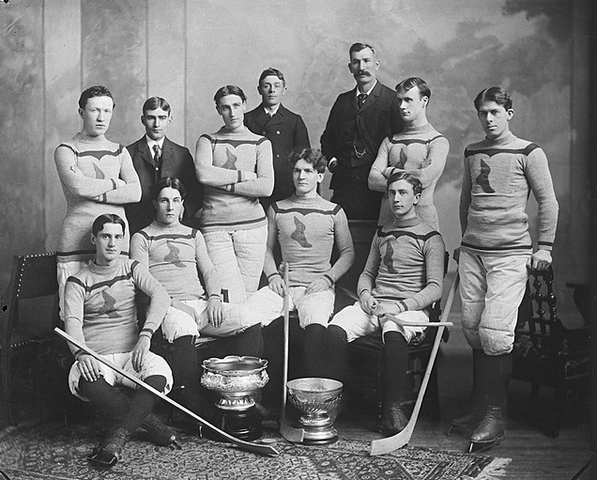
Les Shamrocks de Montréal, champions 1899 de la LCHA et de la Coupe Stanley.

Le 10 décembre 1898, le congrès annuel de l'Association de hockey amateur du Canada (AHAC) a lieu dans la ville de Montréal au Canada et est décrit par la suite comme un cataclysme dans le monde du hockey. Lors du congrès de 1897, les Capitals d'Ottawa s'étaient vu refuser l'accès à la ligue mais entre-temps, ils remportent le championnat intermédiaire et demandent une nouvelle fois leur adhésion. Au sein de l'AHAC jchaque club a le même pouvoir et ainsi, les dirigeants de l'ensemble des clubs de l'AHAC accèdent à la demande d'Ottawa. Cependant, les dirigeants des clubs seniors ne voient pas cette arrivée d'un bon œil ; ils arguent en effet qu'en raison d'un calendrier trop court, les équipes devront se déplacer et jouer en semaine, ce qui est impensable. La décision est cependant entérinée mais cela ne plaît pas au propriétaire du Club de hockey de Québec qui annonce que son équipe quitte l'AHAC. Les Victorias de Montréal, les Sénateurs d'Ottawa puis l'Association des athlètes amateurs de Montréal font de même dans les minutes qui suivent.
Les dirigeants des quatre équipes quittent la salle de la réunion pour se rendre dans une autre salle de l'Hôtel Windsor et fondent ensemble la nouvelle Ligue canadienne de hockey amateur. Les Shamrocks de Montréal ont dans un premier temps choisi de rester dans l'AHAC mais finalement quatre jours plus tard, ils rejoignent la CAHL et les Capitals se retrouvent finalement tout seuls dans leur ligue.
Les dirigeants de la nouvelle ligue sont les suivants :
- H. Wilson, (président)
- A. E. Swift, Québec (premier vice-président)
- E. P. Murphy, (deuxième vice-président)
- George Jones, (secrétaire et trésorier)

À la fin de la première saison, les Shamrocks sont la meilleure équipe avec 7 victoires et seulement une défaite alors que Québec abandonne la compétition après 5 matchs et autant de défaites. Harry Trihey des Shamrocks finit meilleur réalisateur de la saison 1899 avec 17 buts inscrits dont 10 lors d'une victoire 13-4 contre Québec. En tant que meilleure équipe de la saison de LCHA, les Shamrocks reçoivent la Coupe Stanley et dix jours plus tard, ils défendent leur nouveau trophée en battant l'université Queen's sur le score de 6-2.
Avant les débuts de la saison suivante, le club de Québec propose l'essai d'un but de hockey sur glace révolutionnaire. En effet, à l'époque, les buts sont uniquement constitués de deux poteaux mais les dirigeants de Québec proposent de percer un trou dans la bande et d'installer un filet dans les fonds des buts pour empêcher les palets d'aller plus loin. Après des ajustements, il est finalement décidé de conserver les deux poteaux mais d'y ajouter une barre horizontale au sol environ 6 cm derrière les poteaux et de mettre un filet entre ces poteaux et la barre. La saison 1900 est chargée pour les Wanderers de Montréal qui doivent faire face à plusieurs défis. Tout d'abord, en février 1900, ils battent les Victorias de Winnipeg de la Manitoba Hockey League en trois matchs,. Le second défi de la saison est joué quelques jours avant la fin de la saison de la LCHA contre les Crescents de Halifax de la Maritime Professional Hockey League et les champions en titre conservent la Coupe avec deux victoires à zéro et un score cumulé de 21 à 2,. Quelques jours plus tard, la saison régulière de la LCHA est terminée, et les Shamrocks finissent en tête avec sept victoires et une défaite,.

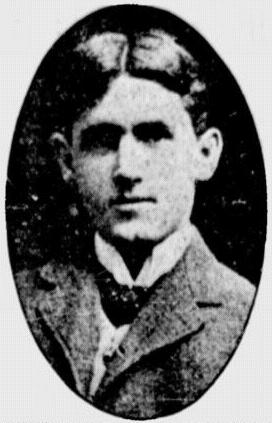
Photographie en noir et blanc de Russell Bowie.

En janvier 1901, les Shamrocks perdent la Coupe Stanley contre les Victorias de Winnipeg emmenés par Dan Bain. La Coupe Stanley quitte alors la LCHA pour devenir le trophée de la MHL. Les Sénateurs d'Ottawa finissent la saison 1901 à la première place mais ne lancent pas de défi aux joueurs de Winnipeg. L'Association des athlètes amateurs de Montréal gagne le titre de champion de la ligue canadienne de hockey amateur en mars 1902, jette un défi aux Victorias et remporte la Coupe avec deux victoires 5-0 et 2-1 contre une défaite 1-0. Les deux équipes se retrouvent en janvier 1903, et le premier match tourne à l'avantage des joueurs de Montréal surnommés les Little Men of Iron sur le score de 8-1. Le deuxième match se solde par un nul 2-2 alors que les deux équipes jouent en prolongation. Le match doit en effet être arrêté en raison du chabbat. Le troisième match se soldant sur le score de 4-2 pour les Victorias, il est nécessaire de jouer un quatrième match pour déterminer le vainqueur. Cette dernière rencontre est donc jouée le 4 février 1903 et Montréal en sort vainqueur 4-1.
Cette victoire fait revenir la Coupe Stanley dans la LCHA dont la saison se finit en mars. Deux équipes sont à égalité en tête : le club de hockey d'Ottawa et les Victorias de Montréal. Pour déterminer le champion, une série de deux matchs est jouée et Ottawa en sort vainqueur après un match nul 1-1 puis une victoire 8-0, trois buts étant marqués par Frank McGee. Deux jours plus tard, les nouveaux champions sont défiés par les Thistles de Rat Portage de la Manitoba & Northwestern Hockey Association mais les deux matchs tournent facilement à l'avantage des joueurs de l'Ontario avec des victoires 6-2 et 4-2, deux buts étant inscrits à chaque fois par McGee. La direction du club d'Ottawa offre alors à chaque joueur de l'équipe une pépite d'argent comme récompense ; l'équipe est ensuite surnommée les Silver Seven d'Ottawa.
La saison 1904 est une saison mouvementée pour le hockey sur glace au Canada. Tout d'abord, la Ligue fédérale amateur de hockey (LFAH) voit le jour sous l'impulsion de James Strachan, propriétaire des Wanderers de Montréal, qui se voit refuser l'accès à la LCHA. De plus, fin janvier, les équipes d'Ottawa et des Victorias arrivent en retard lors de plusieurs matchs. Les deux clubs sont sanctionnés par le président de la CAHL, Trihey, qui demande également qu'un match entre les deux équipes soit rejoué. Ottawa accepte mais uniquement en fin de saison, si le classement final de la CAHL peut dépendre de cette rencontre. Cette réponse est rejetée par les autres formation et Ottawa décide en conséquence de quitter la LCHA en cours de saison pour rejoindre la LFAH. Québec se classe premier de la saison avec 7 victoires dont 2 par forfait mais les administrateurs de la Coupe Stanley considèrent que cette dernière appartient toujours aux Sénateurs. Avec 27 buts inscrits en huit rencontres, Russell Bowie remporte son troisième titre de meilleur buteur du championnat. Deux nouvelles équipes font leurs débuts dans la LCHA pour cette saison 1905 alors que Bowie termine une nouvelle fois avec 27 buts, meilleur réalisateur du circuit. Avec une équipe en plus, ce sont désormais dix rencontres qui sont jouées par toutes les formations et les Victorias de Bowie ne concèdent qu'une défaite pour finir en tête, une victoire devant Québec,. Lors du congrès annuel de la Ligue fédérale amateur de hockey en décembre 1905, il est décidé de fusionner la LCHA avec certaines équipes de la LFAH pour former une nouvelle organisation : l'Eastern Canada Amateur Hockey Association.

## Résultats par saison
| no | Saison | Équipes engagées                                                        | PJ | Champion saison régulière | Meilleur compteur                 |
| -- | ------ | ----------------------------------------------------------------------- | -- | ------------------------- | --------------------------------- |
| 1  | 1899   | AAA de Montréal, Shamrocks, Victorias, Ottawa et Québec                 | 8  | Shamrocks                 | Harry Trihey (Shamrocks) 19 buts  |
| 2  | 1900   | AAA de Montréal, Shamrocks, Victorias, Ottawa et Québec                 | 8  | Shamrocks                 | Harry Trihey (Shamrocks) 17 buts  |
| 3  | 1901   | AAA de Montréal, Shamrocks, Victorias, Ottawa et Québec                 | 8  | Ottawa                    | Russell Bowie (Victorias) 24 buts |
| 4  | 1902   | AAA de Montréal, Shamrocks, Victorias, Ottawa et Québec                 | 8  | AAA de Montréal           | Archie Hooper (AAA) 17 buts       |
| 5  | 1903   | AAA de Montréal, Shamrocks, Victorias, Ottawa et Québec                 | 8  | Ottawa                    | Russell Bowie (Victorias) 22 buts |
| 6  | 1904   | AAA de Montréal, Shamrocks, Victorias, Ottawa et Québec                 | 8  | Québec                    | Russell Bowie (Victorias) 27 buts |
| 7  | 1905   | AAA de Montréal, Le National, Shamrocks, Victorias, Westmount et Québec | 10 | Victorias                 | Russell Bowie (Victorias) 27 buts |